# Finalen av Europacupen i fotboll 1978/1979
Finalen av Europacupen i fotboll 1979 spelades mellan Nottingham Forest, England och Malmö FF, Sverige den 30 maj 1979 på Olympiastadion i München, Västtyskland. Även om Malmö på sin väg till finalen slagit ut stora lag såsom Dynamo Kiev och AS Monaco var motståndarna Nottingham favoriter inför matchen. Laget var precis som Malmö i sin första Europacupfinal men hade på vägen slagit ut regerande mästarna Liverpool och det faktum att Malmö dessutom hade skador på tre av sina starkaste spelare, Bosse Larsson, Roy Andersson och Staffan Tapper (som brutit tån bara timmarna innan match), gjorde att finalen förväntades gå i brittisk favör.

## Lagens väg till finalen
Resultaten står i favör till respektive lag.
| Nottingham Forest | Nottingham Forest | Nottingham Forest | Nottingham Forest | Omgång        | Malmö FF     | Malmö FF | Malmö FF | Malmö FF |
| ----------------- | ----------------- | ----------------- | ----------------- | ------------- | ------------ | -------- | -------- | -------- |
| Motståndare       | Resultat          | Resultat          | Resultat          |               | Motståndare  | Resultat | Resultat | Resultat |
| Motståndare       | Hemma             | Borta             | Totalt            | Hemma         | Motståndare  | Borta    | Totalt   |          |
| Liverpool         | 2–0               | 0–0               | 2–0               | Omgång 1      | AS Monaco    | 0–0      | 1–0      | 1–0      |
| AEK Aten          | 5–1               | 2–1               | 7–2               | Omgång 2      | Dynamo Kiev  | 2–0      | 0–0      | 2–0      |
| Grasshopper       | 4–1               | 1–1               | 5–2               | Kvartsfinaler | Wisła Kraków | 4–1      | 1–2      | 5–3      |
| Köln              | 3–3               | 1–0               | 4–3               | Semifinaler   | Austria Wien | 1–0      | 0–0      | 1–0      |

## Detaljer
Matchen blev, som expertisen på förhand spått, en ganska ensidig historia då ett skadeskjutet Malmö FF kröp tillbaka för att försvara sig och hoppas på kontringar. Taktiken lyckades dock tämligen väl då det på övertid i första halvlek fortfarande stod 0-0. Men så trampade den snabbe John Robertson runt två försvarande Malmöspelare på svenskarnas högerkant och måttade ett skruvat vänsterinlägg som Trevor Francis vid bortre stolpen, från endast ett par meters avstånd, nickade upp i nättaket bakom en aningen passiv Möller i Malmös mål. 
Det märkliga med Francis' prestation var att han i finalen spelade sin första Europacupmatch – någonsin. Han hade under säsongen värvats från Birmingham City och enligt Uefas då gällande regler stoppats från spel i Europa under tre månader. Den första match han fick spela blev då finalen, som han genom sitt nickmål kom att avgöra. För både Garry Birtles och Robertson hade sedan i andra halvlek goda chanser att utöka Nottinghams ledning men av detta blev intet. Ett mål räckte dock; Nottingham blev mästare för första gången (under sin debutsäsong i cupen) och för tredje gången i rad vann ett lag från England Europacupen.

### Matchen
|  | 30 maj 1979 20:15 UTC+2 | Olympiastadion000 München000 |

| Nottingham Forest | Nottingham Forest    | 1 – 0           | Malmö FF | Malmö FF |
| Nottingham Forest | Trevor Francis 45+1′ | (1 – 0) Rapport |          | Malmö FF |
|                   |                      |                 |          |          |

| Startelva:   |    |                |  |  |
|              |    |                |  |  |
| MV           | 1  | Peter Shilton  |  |  |
| HB           | 2  | Viv Anderson   |  |  |
| MB           | 5  | Larry Lloyd    |  |  |
| MB           | 6  | Kenny Burns    |  |  |
| VB           | 3  | Frank Clark    |  |  |
| HM           | 7  | Trevor Francis |  |  |
| CM           | 4  | John McGovern  |  |  |
| CM           | 8  | Ian Bowyer     |  |  |
| VM           | 11 | John Robertson |  |  |
| CA           | 9  | Garry Birtles  |  |  |
| CA           | 10 | Tony Woodcock  |  |  |
|              |    |                |  |  |
|              |    |                |  |  |
|              |    |                |  |  |
|              |    |                |  |  |
|              |    |                |  |  |
|              |    |                |  |  |
|              |    |                |  |  |
|              |    |                |  |  |
|              |    |                |  |  |
|              |    |                |  |  |
|              |    |                |  |  |
|              |    |                |  |  |
|              |    |                |  |  |
|              |    |                |  |  |
| Tränare:     |    |                |  |  |
| Brian Clough |    |                |  |  |

| Startelva:   |    |                    |  |     |
|              |    |                    |  |     |
| MV           | 1  | Janne Möller       |  |     |
| HB           | 2  | Roland Andersson   |  |     |
| MB           | 4  | Kent Jönsson       |  |     |
| MB           | 5  | Magnus Andersson   |  |     |
| VB           | 3  | Ingemar Erlandsson |  |     |
| HM           | 8  | Robert Prytz       |  |     |
| CM           | 6  | Staffan Tapper     |  | 34′ |
| CM           | 7  | Anders Ljungberg   |  |     |
| VM           | 11 | Jan-Olov Kindvall  |  |     |
| CA           | 10 | Tore Cervin        |  |     |
| CA           | 9  | Tommy Hansson      |  | 82′ |
| Inhoppare:   |    |                    |  |     |
| MF           | 15 | Claes Malmberg     |  | 34′ |
| A            | 13 | Tommy Andersson    |  | 82′ |
|              |    |                    |  |     |
|              |    |                    |  |     |
|              |    |                    |  |     |
|              |    |                    |  |     |
|              |    |                    |  |     |
|              |    |                    |  |     |
|              |    |                    |  |     |
|              |    |                    |  |     |
|              |    |                    |  |     |
|              |    |                    |  |     |
|              |    |                    |  |     |
| Tränare:     |    |                    |  |     |
| Bob Houghton |    |                    |  |     |

| Domare: Erich Linemayr (Österrike) | Publik: 68 000 |  |